# Andrzej Iwan
Andrzej Iwan (Cracovia, 21 novembre 1959 – Cracovia, 27 dicembre 2022) è stato un calciatore polacco, di ruolo centrocampista.

## Carriera

### Club
Ha trascorso la gran parte della propria carriera in patria, giocando per nove stagioni nel Wisła Cracovia e tre nel Górnik Zabrze, nelle cui file vince il titolo di Calciatore polacco dell'anno nel 1987. Nel 1988 passa ai tedeschi del Bochum, mentre dal 1989 tenta un'esperienza in Grecia con l'Aris Salonicco. Conclude la carriera nel 1994 dopo tre anni giocati in squadre delle categorie minori polacche.

### Nazionale
Debutta nella Nazionale polacca nel 1978, fa parte della spedizione ai Mondiali del 1978 in Argentina e poi ai Mondiali del 1982 in Spagna, dove ottiene quindi la medaglia di bronzo. Ha vestito la casacca della nazionale per 29 volte segnando 11 reti.

## Palmarès

### Club
- Campionato polacco: 4

Wisla Cracovia: 1977-1978
Gornik Zabrze: 1985-1986, 1986-1987, 1987-1988

### Individuale
- Calciatore polacco dell'anno: 1

1987